# Scott Symons
Hugh Brennan Scott Symons (13 juli 1933 - Toronto, 23 februari 2009) was een Canadees schrijver.
Symons was afkomstig uit een rijke familie en volgde les aan verschillende privéscholen, aan de Universiteit van Toronto, de Universiteit van Cambridge en de Sorbonne. In de late jaren 1960 en de vroeger jaren 1970 was hij een rijzende ster van de Canadese letterkunde. Hij schreef twee romans met homo-erotische thema's en vertrok vervolgens naar Marokko. Symons was openlijk homoseksueel in een tijd dat homoseksualiteit nog strafbaar was in Canada.
Nik Sheehan maakte over Symons in 1988 een documentaire film, God's Fool.